# Ojos del Salado
Nevado Ojos del Salado je stratovulkan v Andih na argentinsko-čilski meji in najvišji aktivni vulkan na svetu s 6893 m. Je tudi druga najvišja gora na zahodni polobli in južni polobli ter najvišja v Čilu. Nahaja se okoli 600 km severno od Aconcague, najvišje gore na zahodni polobli na 6961 m.
Zaradi svoje lokacije v bližini puščave Atacama ima gora zelo malo snega, ki po navadi pade le na vrhu pozimi, čeprav se lahko nevihte v okolici z nekaj centimetri snega celo poleti. Kljub splošnim suhim razmeram je na vzhodni strani gore na višini 6390 m, s premerom približno 100 m, kratersko jezero . To je najverjetneje najvišje jezero kakršne koli vrste na svetu.
Vzpon na Ojos del Salado je večinoma pohod, razen v zadnjem delu vrha, ki je težko plezanje, ki lahko zahteva vrvi. Prvi vzpon sta leta 1937 izvedla Jan Alfred Szczepański in Justyn Wojsznis, pripadniki poljske ekspedicije v Andih.
Ime pomeni približno 'oči slanega' v španščini, zaradi ogromnih nanosov soli, ki se v obliki lagun ali 'oči' pojavi v ledeniku . Severno od gore poteka mednarodna avtocesta med Čilom in Argentino.

## Geologija in geomorfologija

### Regionalna
Ojos del Salado in številni drugi visoki vulkani, kot so El Muerto, El Solo, Nevado Incahuasi in Nevado Tres Cruces, ležijo na južnem koncu osrednje vulkanske cone Andov.
Vulkansko delovanje v regiji se je začelo pred 26 milijoni let v Cordillera Claudio Gay, hkrati pa so bili aktivni sosednji vulkani pasu Maricunga. Pred 18 milijoni let je lokalna subdukcija Nazca plošče pod južnoameriško ploščo postala vse bolj plitka, kar je povzročilo vulkanizem, da se je Maricunga pas preusmeril v regijo Ojos del Salado.
Paleozojski izdanki podlage so samo severozahodno od Nevado Tres Cruces. Druge geološke enote v regiji so oligocenske sedimentne enote in vulkanske kamnine, ki segajo od oligocenske starosti do starosti manj kot 1,5 milijona let. Območje je del tektonske meje med vulkansko aktivno regijo severno od meje in manj vulkansko aktivno regijo južno od meje, za katero so značilne tudi geografske razlike, npr. prisotnost prečnih dolin.

### Lokalna
Ojos del Salado, kot druge velike sosednje gore, je kompleks lavnih kupol in lavnih tokov, z glavnim vrhom, ki ga obkrožajo periferne kupole, kot so El Solo in El Fraile  in mnogi drugi lateralni centri. V depresiji na vrhu Ojos del Salado so fumarole . Kalijevo-argonsko (K–Ar ) datiranje je pokazalo starost 1,2 ± 0,3 milijona let nazaj in manj kot 1 milijon let nazaj iz kamnin severno od Ojos del Salado.
Na gori so ledeniki, v kraterju in v obliki spokornikov (angleško penitentes) , ki dosegajo višine 8-5 metrov. Druga poročila kažejo na odsotnost ledenikov na Ojos del Salado. Na gori obstaja permafrost in njegovo taljenje hrani več jezer; eno jezero, ki ga napaja potok, leži na višini 6500 metrov.
Ojos del Salado je aktiven vulkan, vendar je vprašanje ali je treba upoštevati trenutno (ali "zgodovinsko") aktivno, sporno. Po mnenju Smithsonian Institution's Global Volcanism Program,  je bil zadnji znani izbruh pred približno 1300 leti, kar je zelo negotovo. Vendar pa obstajajo tudi nekateri dokazi za manjšo emisijo pepela v letu 1993, kar bi zagotovo upravičilo vulkan kot zgodovinsko aktiven. Prisotnost fumarol, ki so visoko na gori in nedaven lavni tok, čeprav  negotove starosti, prav tako zagovarja kategorizacijo kot "aktiven". S temi opredelitvami je Ojos del Salado najvišji zgodovinsko aktivni vulkan na Zemlji. Če je sprejet starejši datum, bi lahko naslov "najvišji zgodovinsko aktiven vulkan" preselili k nekoliko nižjem vulkanu Llullaillaco, ki je v zgodovinskih časih (nazadnje leta 1877) deloval in velja za aktivnega.

### Sestava
Kamnine so pretežno bogate z dacitom bogatim s kalijem in riodacitom. Njegova lava ima visoko vsebnost biotita, rogovače, plagioklazom in vključke, z nižjimi vrednostmi avgita, kremena in hiperstena.

## Višina
Nadmorska višina Ojos del Salado je bila predmet razprave. Gora je skrita za drugimi vrhovi in zato njena višina v zgodnjih raziskavah ni bila cenjena vse do leta 1937, ko so nanjo splezali poljski plezalci.
Članek iz revije Andes iz leta 2006 govori, da je Ojos del Salado morda višji od Aconcague, čeprav je argument temelji na starejših, manj natančnih nadmorskih raziskavah. Rezultati teh starejših raziskav dodelijo Ojos del Salado višino 7057 m, kar bi bilo skoraj 100 m višje od Aconcague. Že leta 1955 je bila narejena ocena, da višina Ojos del Salado znaša 7100 m, vendar je bila »zgolj [...] odvisna od višine zadnjega tabora in ur vzpona vrh«. Leta 1956 je prva čilska ekspedicija, ki jo je vodil upokojeni poročnik René Gajardo, izmerila višino 7084 m  z žepnim tlačnim višinomerom. Višina, ki jo je pokazal višinomer je bila previsoka, ker je popoldanski zračni tlak na splošno nižji, in to je bil čas, ko je ekipa dosegla vrh.
Odprava na območje v devetdesetih je trdila, da je bližnja Monte Pissis še višja kot Ojos del Salado. Kasnejše meritve z uporabo natančnejše opreme so pokazale, da je Ojos del Salado približno 100 m višji od Pissise. Poleg tega je leta 2007 čilsko-argentinsko-evropska odprava, ki sta jo organizirali revija Andes in Azimut 360, izvedla raziskavo o Ojos del Salado in Monte Pissis z uporabo natančnejših instrumentov. Ugotovili so, da je nekdanjih 6891 m, sedaj 6793 m . To se ujema z ročnimi GPS meritvami, ki so ocenile, da je višina gore med 6880 m in 6910 m, meja napake opreme ekspedicije 10 m pušča negotovost glede natančnejše nadmorske višine.
Ojos del Salado ima dva vrhova, enega v Argentini in drugega v Čilu (meja med državama poteka med obema vrhoma). Razlika v višini obeh vrhov je manjša od 1 m.

## Delno motoriziran vzpon
Ojos del Salado je priljubljena gora za poskuse doseganja najvišje nadmorske višine na kopnem.
Sedanjo rekordno višino za štirikolesno vozilo je 21. aprila 2007 določil čilski dvojec Gonzala Bravo G. in Eduardo Canales Moya. Do višine 6688 metrov s prilagojenim Suzuki Samurai sta presegla prejšnji rekord višine 6646 m, ki ga je 13. marca 2007 dosegel Nemec Matthias Jeschke v Jeep Wrangler Unlimited Rubicon.
6. marca 2015 je Matthias Jeschke dosegel rekord za tovornjake z višino 6675 metrov, z znamko Mercedes-Benz Zetros. To je tudi svetovni rekord za dizelski pogon.
19. aprila 2015 je Čilenec Gianfranco Bianchi dosegel nadmorsko višino 6472 m s Suzuki RMZ 450 in postavil rekord nadmorske višine za motorno kolo.
Najnovejši objavljeni rekordni poskus je iz 6. novembra 2017 in ponovno sodeloval Matthias Jeschke. Z dvema tovornjakoma RMMV HX je Jeschke poskušal pridobiti dva svetovna rekorda, enega za konstrukcijo na nadmorski višini, drugega pa s trenutnimi 6688 m . Koča je bila zgrajena na 6100 m, 19. decembra pa je bil napovedan poskus, ki se je končal na višini 6150 m zaradi kombinacije več dejavnikov, nepremagljive kamnite pregrade in neugodnih vremenskih razmer. Nadaljnji poskus bo morda izveden leta 2018.